# 古生代
古生代（Paleozoic，符号PZ）又稱第一紀，是地球地质历史中显生宙的第一个代，开始于同位素年龄5.42亿年前（542±0.3 Ma），结束于2.51亿年前（251±0.4 Ma），上承元古宙的新元古代，下启中生代。古生代分为寒武纪、奥陶纪、志留纪、泥盆纪、石炭纪和二叠纪六个纪，其中寒武纪、奥陶纪又合称早古生代，志留纪、泥盆纪合称中古生代，石炭纪、二叠纪合称晚古生代。
古生代是最早大规模出现史前动物化石的地质时期，是生物演化史（特别是动植物演化史）上的重要時期。古生代始于埃迪卡拉纪末大灭绝，随后通过早期的寒武纪大爆发和之后的奥陶纪大辐射产生了几乎所有现生动物的门和纲。这些早期动物的活動範圍只限於海洋，但在奥陶纪晚期和志留纪，有胚植物从淡水绿藻中演化出来并随着真菌一起向乾燥陸地进发，除了通过固碳光合作用大大提高了大气中的氧气浓度外，其根系对地表岩石的侵蚀作用最终形成了土壤，为日后陆地生态系统的发展奠定了基础。节肢动物（多足纲、蛛形纲和六足纲）率先登陆并在志留纪晚期成为彻底的陆生动物，随后腹足类软体动物（有肺类）和四足类脊椎动物（两栖类）也在石炭纪先后登陆。在古生代後期，能够离开水体繁衍的羊膜动物出现，并很快分化出合弓纲和蜥形纲两大演化支，其中合弓纲更是在二叠纪先后演化出了功能分化的牙齿、恒定体温和体毛，成为古生代末期的优势陆生类群。
地球历史上最著名的五次灭绝事件中有三个都发生在古生代，分别是奥陶纪末灭绝事件、泥盆纪末灭绝事件和二叠纪末灭绝事件。古生代本身终结于因西伯利亚暗色岩超级火山喷发引起的二叠纪末灭绝事件，是迄今所知最大的一次生物集群灭绝，超过95%的海洋生物和约70%的陆地生物从此彻底绝灭。

## 各时期
| 古生代 | 二叠纪 | 乐平世                 | 长兴期                   | 地球上的大陸全部合併變成超級大陸(盤古大陸)，形成了阿巴拉契亞山脈。石炭紀-二疊纪的冰河時期仍延续。合弓綱(盤龍目pelycosaur和獸孔目therapsid)成为陆地上的统治者，同時副爬行動物和离片椎目两栖动物也仍非常普遍。在二疊紀，森林的主导蕨類植物被裸子植物逐渐取代。甲蟲開始演化。在溫暖的淺珊瑚礁有各式各樣的海洋生物，有長身貝目(productida)和石燕貝目的腕足動物、雙殼類、有孔蟲和菊石都非常的多。在2.51億年前發生了二疊紀-三疊紀滅絕事件，造成地球上有95%的生物都滅絕，包括三葉蟲、棘鱼和海蕾。北美洲的沃希托造山運動和茵勒溫薰造山運動、亞洲的阿爾泰造山運動(Altaid orogeny)「參考:阿爾泰」。烏拉爾造山運動使歐洲和亞洲逐漸減少。在澳大利亞大陸上，逐漸開始亨特-鮑文造山運動，形成了麥克唐奈爾山脈。(c. 2.6億–2.25億年) | 253.8 ± 0.7* |
| 古生代 | 二叠纪 | 乐平世                 | 吴家坪期                 | 地球上的大陸全部合併變成超級大陸(盤古大陸)，形成了阿巴拉契亞山脈。石炭紀-二疊纪的冰河時期仍延续。合弓綱(盤龍目pelycosaur和獸孔目therapsid)成为陆地上的统治者，同時副爬行動物和离片椎目两栖动物也仍非常普遍。在二疊紀，森林的主导蕨類植物被裸子植物逐渐取代。甲蟲開始演化。在溫暖的淺珊瑚礁有各式各樣的海洋生物，有長身貝目(productida)和石燕貝目的腕足動物、雙殼類、有孔蟲和菊石都非常的多。在2.51億年前發生了二疊紀-三疊紀滅絕事件，造成地球上有95%的生物都滅絕，包括三葉蟲、棘鱼和海蕾。北美洲的沃希托造山運動和茵勒溫薰造山運動、亞洲的阿爾泰造山運動(Altaid orogeny)「參考:阿爾泰」。烏拉爾造山運動使歐洲和亞洲逐漸減少。在澳大利亞大陸上，逐漸開始亨特-鮑文造山運動，形成了麥克唐奈爾山脈。(c. 2.6億–2.25億年) | 260.4 ± 0.7* |
| 古生代 | 二叠纪 | 瓜德鲁普世             | 卡匹敦阶                 | 地球上的大陸全部合併變成超級大陸(盤古大陸)，形成了阿巴拉契亞山脈。石炭紀-二疊纪的冰河時期仍延续。合弓綱(盤龍目pelycosaur和獸孔目therapsid)成为陆地上的统治者，同時副爬行動物和离片椎目两栖动物也仍非常普遍。在二疊紀，森林的主导蕨類植物被裸子植物逐渐取代。甲蟲開始演化。在溫暖的淺珊瑚礁有各式各樣的海洋生物，有長身貝目(productida)和石燕貝目的腕足動物、雙殼類、有孔蟲和菊石都非常的多。在2.51億年前發生了二疊紀-三疊紀滅絕事件，造成地球上有95%的生物都滅絕，包括三葉蟲、棘鱼和海蕾。北美洲的沃希托造山運動和茵勒溫薰造山運動、亞洲的阿爾泰造山運動(Altaid orogeny)「參考:阿爾泰」。烏拉爾造山運動使歐洲和亞洲逐漸減少。在澳大利亞大陸上，逐漸開始亨特-鮑文造山運動，形成了麥克唐奈爾山脈。(c. 2.6億–2.25億年) | 265.8 ± 0.7* |
| 古生代 | 二叠纪 | 瓜德鲁普世             | 沃德期/卡赞期            | 地球上的大陸全部合併變成超級大陸(盤古大陸)，形成了阿巴拉契亞山脈。石炭紀-二疊纪的冰河時期仍延续。合弓綱(盤龍目pelycosaur和獸孔目therapsid)成为陆地上的统治者，同時副爬行動物和离片椎目两栖动物也仍非常普遍。在二疊紀，森林的主导蕨類植物被裸子植物逐渐取代。甲蟲開始演化。在溫暖的淺珊瑚礁有各式各樣的海洋生物，有長身貝目(productida)和石燕貝目的腕足動物、雙殼類、有孔蟲和菊石都非常的多。在2.51億年前發生了二疊紀-三疊紀滅絕事件，造成地球上有95%的生物都滅絕，包括三葉蟲、棘鱼和海蕾。北美洲的沃希托造山運動和茵勒溫薰造山運動、亞洲的阿爾泰造山運動(Altaid orogeny)「參考:阿爾泰」。烏拉爾造山運動使歐洲和亞洲逐漸減少。在澳大利亞大陸上，逐漸開始亨特-鮑文造山運動，形成了麥克唐奈爾山脈。(c. 2.6億–2.25億年) | 268.4 ± 0.7* |
| 古生代 | 二叠纪 | 瓜德鲁普世             | 罗德期/乌非姆期          | 地球上的大陸全部合併變成超級大陸(盤古大陸)，形成了阿巴拉契亞山脈。石炭紀-二疊纪的冰河時期仍延续。合弓綱(盤龍目pelycosaur和獸孔目therapsid)成为陆地上的统治者，同時副爬行動物和离片椎目两栖动物也仍非常普遍。在二疊紀，森林的主导蕨類植物被裸子植物逐渐取代。甲蟲開始演化。在溫暖的淺珊瑚礁有各式各樣的海洋生物，有長身貝目(productida)和石燕貝目的腕足動物、雙殼類、有孔蟲和菊石都非常的多。在2.51億年前發生了二疊紀-三疊紀滅絕事件，造成地球上有95%的生物都滅絕，包括三葉蟲、棘鱼和海蕾。北美洲的沃希托造山運動和茵勒溫薰造山運動、亞洲的阿爾泰造山運動(Altaid orogeny)「參考:阿爾泰」。烏拉爾造山運動使歐洲和亞洲逐漸減少。在澳大利亞大陸上，逐漸開始亨特-鮑文造山運動，形成了麥克唐奈爾山脈。(c. 2.6億–2.25億年) | 270.6 ± 0.7* |
| 古生代 | 二叠纪 | 乌拉尔世               | 空谷尔期                 | 地球上的大陸全部合併變成超級大陸(盤古大陸)，形成了阿巴拉契亞山脈。石炭紀-二疊纪的冰河時期仍延续。合弓綱(盤龍目pelycosaur和獸孔目therapsid)成为陆地上的统治者，同時副爬行動物和离片椎目两栖动物也仍非常普遍。在二疊紀，森林的主导蕨類植物被裸子植物逐渐取代。甲蟲開始演化。在溫暖的淺珊瑚礁有各式各樣的海洋生物，有長身貝目(productida)和石燕貝目的腕足動物、雙殼類、有孔蟲和菊石都非常的多。在2.51億年前發生了二疊紀-三疊紀滅絕事件，造成地球上有95%的生物都滅絕，包括三葉蟲、棘鱼和海蕾。北美洲的沃希托造山運動和茵勒溫薰造山運動、亞洲的阿爾泰造山運動(Altaid orogeny)「參考:阿爾泰」。烏拉爾造山運動使歐洲和亞洲逐漸減少。在澳大利亞大陸上，逐漸開始亨特-鮑文造山運動，形成了麥克唐奈爾山脈。(c. 2.6億–2.25億年) | 275.6 ± 0.7* |
| 古生代 | 二叠纪 | 乌拉尔世               | 阿尔丁斯克期             | 地球上的大陸全部合併變成超級大陸(盤古大陸)，形成了阿巴拉契亞山脈。石炭紀-二疊纪的冰河時期仍延续。合弓綱(盤龍目pelycosaur和獸孔目therapsid)成为陆地上的统治者，同時副爬行動物和离片椎目两栖动物也仍非常普遍。在二疊紀，森林的主导蕨類植物被裸子植物逐渐取代。甲蟲開始演化。在溫暖的淺珊瑚礁有各式各樣的海洋生物，有長身貝目(productida)和石燕貝目的腕足動物、雙殼類、有孔蟲和菊石都非常的多。在2.51億年前發生了二疊紀-三疊紀滅絕事件，造成地球上有95%的生物都滅絕，包括三葉蟲、棘鱼和海蕾。北美洲的沃希托造山運動和茵勒溫薰造山運動、亞洲的阿爾泰造山運動(Altaid orogeny)「參考:阿爾泰」。烏拉爾造山運動使歐洲和亞洲逐漸減少。在澳大利亞大陸上，逐漸開始亨特-鮑文造山運動，形成了麥克唐奈爾山脈。(c. 2.6億–2.25億年) | 284.4 ± 0.7* |
| 古生代 | 二叠纪 | 乌拉尔世               | 萨克马尔期               | 地球上的大陸全部合併變成超級大陸(盤古大陸)，形成了阿巴拉契亞山脈。石炭紀-二疊纪的冰河時期仍延续。合弓綱(盤龍目pelycosaur和獸孔目therapsid)成为陆地上的统治者，同時副爬行動物和离片椎目两栖动物也仍非常普遍。在二疊紀，森林的主导蕨類植物被裸子植物逐渐取代。甲蟲開始演化。在溫暖的淺珊瑚礁有各式各樣的海洋生物，有長身貝目(productida)和石燕貝目的腕足動物、雙殼類、有孔蟲和菊石都非常的多。在2.51億年前發生了二疊紀-三疊紀滅絕事件，造成地球上有95%的生物都滅絕，包括三葉蟲、棘鱼和海蕾。北美洲的沃希托造山運動和茵勒溫薰造山運動、亞洲的阿爾泰造山運動(Altaid orogeny)「參考:阿爾泰」。烏拉爾造山運動使歐洲和亞洲逐漸減少。在澳大利亞大陸上，逐漸開始亨特-鮑文造山運動，形成了麥克唐奈爾山脈。(c. 2.6億–2.25億年) | 294.6 ± 0.8* |
| 古生代 | 二叠纪 | 乌拉尔世               | 阿瑟尔期                 | 地球上的大陸全部合併變成超級大陸(盤古大陸)，形成了阿巴拉契亞山脈。石炭紀-二疊纪的冰河時期仍延续。合弓綱(盤龍目pelycosaur和獸孔目therapsid)成为陆地上的统治者，同時副爬行動物和离片椎目两栖动物也仍非常普遍。在二疊紀，森林的主导蕨類植物被裸子植物逐渐取代。甲蟲開始演化。在溫暖的淺珊瑚礁有各式各樣的海洋生物，有長身貝目(productida)和石燕貝目的腕足動物、雙殼類、有孔蟲和菊石都非常的多。在2.51億年前發生了二疊紀-三疊紀滅絕事件，造成地球上有95%的生物都滅絕，包括三葉蟲、棘鱼和海蕾。北美洲的沃希托造山運動和茵勒溫薰造山運動、亞洲的阿爾泰造山運動(Altaid orogeny)「參考:阿爾泰」。烏拉爾造山運動使歐洲和亞洲逐漸減少。在澳大利亞大陸上，逐漸開始亨特-鮑文造山運動，形成了麥克唐奈爾山脈。(c. 2.6億–2.25億年) | 299.0 ± 0.8* |
| 古生代 | 石炭纪 | 宾夕法尼亚世/ 上石炭紀 | 格热尔期                 | 飛行的昆蟲突然顯露，有一些昆蟲(例如：原蜻蜓目Protodonata和古網翅目Palaeodictyoptera)大型化。兩棲動物的種類變得多樣化。首次出現羊膜动物。這段期間，地球上大氣的含氧量是有史以來最高的。海洋有很豐富的棱菊石目生物、腕足動物、外肛動物門(Bryozoa)、雙殼類和珊瑚。有殼有孔蟲激增。烏拉爾造山運動發生在當時的歐洲和亞洲。法利斯葛造山運動大約發生在密西西比紀的中期至晚期之間。 | 303.7 ± 0.1  |
| 古生代 | 石炭纪 | 宾夕法尼亚世/ 上石炭紀 | 卡西莫夫期               | 飛行的昆蟲突然顯露，有一些昆蟲(例如：原蜻蜓目Protodonata和古網翅目Palaeodictyoptera)大型化。兩棲動物的種類變得多樣化。首次出現羊膜动物。這段期間，地球上大氣的含氧量是有史以來最高的。海洋有很豐富的棱菊石目生物、腕足動物、外肛動物門(Bryozoa)、雙殼類和珊瑚。有殼有孔蟲激增。烏拉爾造山運動發生在當時的歐洲和亞洲。法利斯葛造山運動大約發生在密西西比紀的中期至晚期之間。 | 307.0 ± 0.1  |
| 古生代 | 石炭纪 | 宾夕法尼亚世/ 上石炭紀 | 莫斯科期                 | 飛行的昆蟲突然顯露，有一些昆蟲(例如：原蜻蜓目Protodonata和古網翅目Palaeodictyoptera)大型化。兩棲動物的種類變得多樣化。首次出現羊膜动物。這段期間，地球上大氣的含氧量是有史以來最高的。海洋有很豐富的棱菊石目生物、腕足動物、外肛動物門(Bryozoa)、雙殼類和珊瑚。有殼有孔蟲激增。烏拉爾造山運動發生在當時的歐洲和亞洲。法利斯葛造山運動大約發生在密西西比紀的中期至晚期之間。 | 315.2 ± 0.2  |
| 古生代 | 石炭纪 | 宾夕法尼亚世/ 上石炭紀 | 巴什基尔期               | 飛行的昆蟲突然顯露，有一些昆蟲(例如：原蜻蜓目Protodonata和古網翅目Palaeodictyoptera)大型化。兩棲動物的種類變得多樣化。首次出現羊膜动物。這段期間，地球上大氣的含氧量是有史以來最高的。海洋有很豐富的棱菊石目生物、腕足動物、外肛動物門(Bryozoa)、雙殼類和珊瑚。有殼有孔蟲激增。烏拉爾造山運動發生在當時的歐洲和亞洲。法利斯葛造山運動大約發生在密西西比紀的中期至晚期之間。 | 323.2 ± 0.4* |
| 古生代 | 石炭纪 | 密西西比世/ 下石炭紀   | 谢尔普霍夫期             | 成煤森林出现（例如：鱗木屬、蕨類植物、封印木屬、蘆木屬和科達木屬…等。）。四足类动物和两栖鲎类动物（如广翅鲎，Euripterid）在成煤海岸边的一些咸水坑（Brackish water）附近生活。 此时占据主宰地位的大型掠食鱼类是肉鳍鱼中的根齿鱼。在大洋中，早期软骨鱼（Chondrichthyes，如鲨鱼）趋于常见并且呈多样化发展；棘皮动物（尤其是海百合和海蕾）繁荣兴盛。珊瑚，外肛门动物，棱菊石目动物和腕足门动物（如长身贝--productida、石燕贝--spiriferida 等）已经十分常见，与鱿鱼相似的蛸亚纲动物也于此时出现，但是三叶虫和鹦鹉螺渐趋衰落。在下石炭纪时期冈瓦那大陆东部开始进入冰川时期。位于新西兰北部的马约尔岛造山运动（Mayor Island / Tuhuaorogeny）进入尾声。                                                                     | 330.9 ± 0.2  |
| 古生代 | 石炭纪 | 密西西比世/ 下石炭紀   | 维宪期                   | 成煤森林出现（例如：鱗木屬、蕨類植物、封印木屬、蘆木屬和科達木屬…等。）。四足类动物和两栖鲎类动物（如广翅鲎，Euripterid）在成煤海岸边的一些咸水坑（Brackish water）附近生活。 此时占据主宰地位的大型掠食鱼类是肉鳍鱼中的根齿鱼。在大洋中，早期软骨鱼（Chondrichthyes，如鲨鱼）趋于常见并且呈多样化发展；棘皮动物（尤其是海百合和海蕾）繁荣兴盛。珊瑚，外肛门动物，棱菊石目动物和腕足门动物（如长身贝--productida、石燕贝--spiriferida 等）已经十分常见，与鱿鱼相似的蛸亚纲动物也于此时出现，但是三叶虫和鹦鹉螺渐趋衰落。在下石炭纪时期冈瓦那大陆东部开始进入冰川时期。位于新西兰北部的马约尔岛造山运动（Mayor Island / Tuhuaorogeny）进入尾声。                                                                     | 346.7 ± 0.4* |
| 古生代 | 石炭纪 | 密西西比世/ 下石炭紀   | 图尔奈期                 | 成煤森林出现（例如：鱗木屬、蕨類植物、封印木屬、蘆木屬和科達木屬…等。）。四足类动物和两栖鲎类动物（如广翅鲎，Euripterid）在成煤海岸边的一些咸水坑（Brackish water）附近生活。 此时占据主宰地位的大型掠食鱼类是肉鳍鱼中的根齿鱼。在大洋中，早期软骨鱼（Chondrichthyes，如鲨鱼）趋于常见并且呈多样化发展；棘皮动物（尤其是海百合和海蕾）繁荣兴盛。珊瑚，外肛门动物，棱菊石目动物和腕足门动物（如长身贝--productida、石燕贝--spiriferida 等）已经十分常见，与鱿鱼相似的蛸亚纲动物也于此时出现，但是三叶虫和鹦鹉螺渐趋衰落。在下石炭纪时期冈瓦那大陆东部开始进入冰川时期。位于新西兰北部的马约尔岛造山运动（Mayor Island / Tuhuaorogeny）进入尾声。                                                                     | 358.9 ± 0.4* |
| 古生代 | 泥盆纪 | 晚泥盆世               | 法门期                   | 石松门植物、木贼目植物和蕨类植物繁荣。同期现形的还有第一批生产种子的植物（前裸子植物门）,第一批树木 ( 古蕨属)，以及第一批（无翼）昆虫出现。 海洋中大量出现扭月贝、腕足动物无洞贝、 皱珊瑚、床板珊瑚和海百合。菊石亚纲出现并大量富集。三叶虫、板足鲎和甲胄鱼类数量锐减，为在此时期统治海洋的有颔下门鱼类（盾皮鱼、肉鳍鱼、硬骨鱼，和早期鲨鱼）让了道。最初的两栖动物依然生活在水中。被称为“老红砂岩大陆”的欧美大陆形成。诞生了北非小阿特拉斯山脉和北美阿巴拉契亚山脉的阿卡迪亚造山运动此时开始。此时还在进行的有安特勒造山运动、华力西造山运动和新西兰的马约尔岛造山运动。 | 372.2 ± 1.6* |
| 古生代 | 泥盆纪 | 晚泥盆世               | 弗拉斯期                 | 石松门植物、木贼目植物和蕨类植物繁荣。同期现形的还有第一批生产种子的植物（前裸子植物门）,第一批树木 ( 古蕨属)，以及第一批（无翼）昆虫出现。 海洋中大量出现扭月贝、腕足动物无洞贝、 皱珊瑚、床板珊瑚和海百合。菊石亚纲出现并大量富集。三叶虫、板足鲎和甲胄鱼类数量锐减，为在此时期统治海洋的有颔下门鱼类（盾皮鱼、肉鳍鱼、硬骨鱼，和早期鲨鱼）让了道。最初的两栖动物依然生活在水中。被称为“老红砂岩大陆”的欧美大陆形成。诞生了北非小阿特拉斯山脉和北美阿巴拉契亚山脉的阿卡迪亚造山运动此时开始。此时还在进行的有安特勒造山运动、华力西造山运动和新西兰的马约尔岛造山运动。 | 382.7 ± 1.6* |
| 古生代 | 泥盆纪 | 中泥盆世               | 吉维特期                 | 石松门植物、木贼目植物和蕨类植物繁荣。同期现形的还有第一批生产种子的植物（前裸子植物门）,第一批树木 ( 古蕨属)，以及第一批（无翼）昆虫出现。 海洋中大量出现扭月贝、腕足动物无洞贝、 皱珊瑚、床板珊瑚和海百合。菊石亚纲出现并大量富集。三叶虫、板足鲎和甲胄鱼类数量锐减，为在此时期统治海洋的有颔下门鱼类（盾皮鱼、肉鳍鱼、硬骨鱼，和早期鲨鱼）让了道。最初的两栖动物依然生活在水中。被称为“老红砂岩大陆”的欧美大陆形成。诞生了北非小阿特拉斯山脉和北美阿巴拉契亚山脉的阿卡迪亚造山运动此时开始。此时还在进行的有安特勒造山运动、华力西造山运动和新西兰的马约尔岛造山运动。 | 387.7 ± 0.8* |
| 古生代 | 泥盆纪 | 中泥盆世               | 艾菲尔期                 | 石松门植物、木贼目植物和蕨类植物繁荣。同期现形的还有第一批生产种子的植物（前裸子植物门）,第一批树木 ( 古蕨属)，以及第一批（无翼）昆虫出现。 海洋中大量出现扭月贝、腕足动物无洞贝、 皱珊瑚、床板珊瑚和海百合。菊石亚纲出现并大量富集。三叶虫、板足鲎和甲胄鱼类数量锐减，为在此时期统治海洋的有颔下门鱼类（盾皮鱼、肉鳍鱼、硬骨鱼，和早期鲨鱼）让了道。最初的两栖动物依然生活在水中。被称为“老红砂岩大陆”的欧美大陆形成。诞生了北非小阿特拉斯山脉和北美阿巴拉契亚山脉的阿卡迪亚造山运动此时开始。此时还在进行的有安特勒造山运动、华力西造山运动和新西兰的马约尔岛造山运动。 | 393.3 ± 1.2* |
| 古生代 | 泥盆纪 | 早泥盆世               | 埃姆斯期                 | 石松门植物、木贼目植物和蕨类植物繁荣。同期现形的还有第一批生产种子的植物（前裸子植物门）,第一批树木 ( 古蕨属)，以及第一批（无翼）昆虫出现。 海洋中大量出现扭月贝、腕足动物无洞贝、 皱珊瑚、床板珊瑚和海百合。菊石亚纲出现并大量富集。三叶虫、板足鲎和甲胄鱼类数量锐减，为在此时期统治海洋的有颔下门鱼类（盾皮鱼、肉鳍鱼、硬骨鱼，和早期鲨鱼）让了道。最初的两栖动物依然生活在水中。被称为“老红砂岩大陆”的欧美大陆形成。诞生了北非小阿特拉斯山脉和北美阿巴拉契亚山脉的阿卡迪亚造山运动此时开始。此时还在进行的有安特勒造山运动、华力西造山运动和新西兰的马约尔岛造山运动。 | 407.6 ± 2.6* |
| 古生代 | 泥盆纪 | 早泥盆世               | 布拉格期                 | 石松门植物、木贼目植物和蕨类植物繁荣。同期现形的还有第一批生产种子的植物（前裸子植物门）,第一批树木 ( 古蕨属)，以及第一批（无翼）昆虫出现。 海洋中大量出现扭月贝、腕足动物无洞贝、 皱珊瑚、床板珊瑚和海百合。菊石亚纲出现并大量富集。三叶虫、板足鲎和甲胄鱼类数量锐减，为在此时期统治海洋的有颔下门鱼类（盾皮鱼、肉鳍鱼、硬骨鱼，和早期鲨鱼）让了道。最初的两栖动物依然生活在水中。被称为“老红砂岩大陆”的欧美大陆形成。诞生了北非小阿特拉斯山脉和北美阿巴拉契亚山脉的阿卡迪亚造山运动此时开始。此时还在进行的有安特勒造山运动、华力西造山运动和新西兰的马约尔岛造山运动。 | 410.8 ± 2.8* |
| 古生代 | 泥盆纪 | 早泥盆世               | 洛赫科夫期               | 石松门植物、木贼目植物和蕨类植物繁荣。同期现形的还有第一批生产种子的植物（前裸子植物门）,第一批树木 ( 古蕨属)，以及第一批（无翼）昆虫出现。 海洋中大量出现扭月贝、腕足动物无洞贝、 皱珊瑚、床板珊瑚和海百合。菊石亚纲出现并大量富集。三叶虫、板足鲎和甲胄鱼类数量锐减，为在此时期统治海洋的有颔下门鱼类（盾皮鱼、肉鳍鱼、硬骨鱼，和早期鲨鱼）让了道。最初的两栖动物依然生活在水中。被称为“老红砂岩大陆”的欧美大陆形成。诞生了北非小阿特拉斯山脉和北美阿巴拉契亚山脉的阿卡迪亚造山运动此时开始。此时还在进行的有安特勒造山运动、华力西造山运动和新西兰的马约尔岛造山运动。 | 419.2 ± 3.2* |
| 古生代 | 志留纪 | 普里道利世             | 无生物划分阶             | First Vascular plants (the rhyniophytes and their relatives), first millipedes and arthropleurids on land. First jawed fishes, as well as many armoured jawless fish, populate the seas. Sea-scorpions reach large size. Tabulate and rugose corals, brachiopods (Pentamerida, Rhynchonellida, etc.), and crinoids all abundant. Trilobites and mollusks diverse; graptolites not as varied. Beginning of Caledonian Orogeny for hills in England, Ireland, Wales, Scotland, and the Scandinavian Mountains. Also continued into Devonian period as the Acadian Orogeny, above. Taconic Orogeny tapers off. Lachlan Orogeny on Australian Continent tapers off.                                                     | 423.0 ± 2.3* |
| 古生代 | 志留纪 | 兰多维列世/卡尤加世    | 卢德福德期               | First Vascular plants (the rhyniophytes and their relatives), first millipedes and arthropleurids on land. First jawed fishes, as well as many armoured jawless fish, populate the seas. Sea-scorpions reach large size. Tabulate and rugose corals, brachiopods (Pentamerida, Rhynchonellida, etc.), and crinoids all abundant. Trilobites and mollusks diverse; graptolites not as varied. Beginning of Caledonian Orogeny for hills in England, Ireland, Wales, Scotland, and the Scandinavian Mountains. Also continued into Devonian period as the Acadian Orogeny, above. Taconic Orogeny tapers off. Lachlan Orogeny on Australian Continent tapers off.                                                     | 425.6 ± 0.9* |
| 古生代 | 志留纪 | 兰多维列世/卡尤加世    | 戈斯特期                 | First Vascular plants (the rhyniophytes and their relatives), first millipedes and arthropleurids on land. First jawed fishes, as well as many armoured jawless fish, populate the seas. Sea-scorpions reach large size. Tabulate and rugose corals, brachiopods (Pentamerida, Rhynchonellida, etc.), and crinoids all abundant. Trilobites and mollusks diverse; graptolites not as varied. Beginning of Caledonian Orogeny for hills in England, Ireland, Wales, Scotland, and the Scandinavian Mountains. Also continued into Devonian period as the Acadian Orogeny, above. Taconic Orogeny tapers off. Lachlan Orogeny on Australian Continent tapers off.                                                     | 427.4 ± 0.5* |
| 古生代 | 志留纪 | 文洛克世               | 侯默期/洛克波特期        | First Vascular plants (the rhyniophytes and their relatives), first millipedes and arthropleurids on land. First jawed fishes, as well as many armoured jawless fish, populate the seas. Sea-scorpions reach large size. Tabulate and rugose corals, brachiopods (Pentamerida, Rhynchonellida, etc.), and crinoids all abundant. Trilobites and mollusks diverse; graptolites not as varied. Beginning of Caledonian Orogeny for hills in England, Ireland, Wales, Scotland, and the Scandinavian Mountains. Also continued into Devonian period as the Acadian Orogeny, above. Taconic Orogeny tapers off. Lachlan Orogeny on Australian Continent tapers off.                                                     | 430.5 ± 0.7* |
| 古生代 | 志留纪 | 文洛克世               | 申伍德期/托纳旺达期      | First Vascular plants (the rhyniophytes and their relatives), first millipedes and arthropleurids on land. First jawed fishes, as well as many armoured jawless fish, populate the seas. Sea-scorpions reach large size. Tabulate and rugose corals, brachiopods (Pentamerida, Rhynchonellida, etc.), and crinoids all abundant. Trilobites and mollusks diverse; graptolites not as varied. Beginning of Caledonian Orogeny for hills in England, Ireland, Wales, Scotland, and the Scandinavian Mountains. Also continued into Devonian period as the Acadian Orogeny, above. Taconic Orogeny tapers off. Lachlan Orogeny on Australian Continent tapers off.                                                     | 433.4 ± 0.8* |
| 古生代 | 志留纪 | 兰多维利世/ 亚历山大世 | 特列奇期/安大略期        | First Vascular plants (the rhyniophytes and their relatives), first millipedes and arthropleurids on land. First jawed fishes, as well as many armoured jawless fish, populate the seas. Sea-scorpions reach large size. Tabulate and rugose corals, brachiopods (Pentamerida, Rhynchonellida, etc.), and crinoids all abundant. Trilobites and mollusks diverse; graptolites not as varied. Beginning of Caledonian Orogeny for hills in England, Ireland, Wales, Scotland, and the Scandinavian Mountains. Also continued into Devonian period as the Acadian Orogeny, above. Taconic Orogeny tapers off. Lachlan Orogeny on Australian Continent tapers off.                                                     | 438.5 ± 1.1* |
| 古生代 | 志留纪 | 兰多维利世/ 亚历山大世 | 爱隆期                   | First Vascular plants (the rhyniophytes and their relatives), first millipedes and arthropleurids on land. First jawed fishes, as well as many armoured jawless fish, populate the seas. Sea-scorpions reach large size. Tabulate and rugose corals, brachiopods (Pentamerida, Rhynchonellida, etc.), and crinoids all abundant. Trilobites and mollusks diverse; graptolites not as varied. Beginning of Caledonian Orogeny for hills in England, Ireland, Wales, Scotland, and the Scandinavian Mountains. Also continued into Devonian period as the Acadian Orogeny, above. Taconic Orogeny tapers off. Lachlan Orogeny on Australian Continent tapers off.                                                     | 440.8 ± 1.2* |
| 古生代 | 志留纪 | 兰多维利世/ 亚历山大世 | 鲁丹期                   | First Vascular plants (the rhyniophytes and their relatives), first millipedes and arthropleurids on land. First jawed fishes, as well as many armoured jawless fish, populate the seas. Sea-scorpions reach large size. Tabulate and rugose corals, brachiopods (Pentamerida, Rhynchonellida, etc.), and crinoids all abundant. Trilobites and mollusks diverse; graptolites not as varied. Beginning of Caledonian Orogeny for hills in England, Ireland, Wales, Scotland, and the Scandinavian Mountains. Also continued into Devonian period as the Acadian Orogeny, above. Taconic Orogeny tapers off. Lachlan Orogeny on Australian Continent tapers off.                                                     | 443.4 ± 1.5* |
| 古生代 | 奥陶纪 | 晚奥陶世               | 赫南特期                 | Invertebrates diversify into many new types (e.g., long straight-shelled cephalopods). Early corals, articulate brachiopods (Orthida, Strophomenida, etc.), bivalves, nautiloids, trilobites, ostracods, bryozoa, many types of echinoderms (crinoids, cystoids, starfish, etc.), branched graptolites, and other taxa all common. Conodonts (early planktonic vertebrates) appear. First green plants and fungi on land. Ice age at end of period. | 445.2 ± 1.4* |
| 古生代 | 奥陶纪 | 晚奥陶世               | 凯迪期                   | Invertebrates diversify into many new types (e.g., long straight-shelled cephalopods). Early corals, articulate brachiopods (Orthida, Strophomenida, etc.), bivalves, nautiloids, trilobites, ostracods, bryozoa, many types of echinoderms (crinoids, cystoids, starfish, etc.), branched graptolites, and other taxa all common. Conodonts (early planktonic vertebrates) appear. First green plants and fungi on land. Ice age at end of period. | 453.0 ± 0.7* |
| 古生代 | 奥陶纪 | 晚奥陶世               | 桑比期                   | Invertebrates diversify into many new types (e.g., long straight-shelled cephalopods). Early corals, articulate brachiopods (Orthida, Strophomenida, etc.), bivalves, nautiloids, trilobites, ostracods, bryozoa, many types of echinoderms (crinoids, cystoids, starfish, etc.), branched graptolites, and other taxa all common. Conodonts (early planktonic vertebrates) appear. First green plants and fungi on land. Ice age at end of period. | 458.4 ± 0.9* |
| 古生代 | 奥陶纪 | 中奥陶世               | 达瑞威尔期               | Invertebrates diversify into many new types (e.g., long straight-shelled cephalopods). Early corals, articulate brachiopods (Orthida, Strophomenida, etc.), bivalves, nautiloids, trilobites, ostracods, bryozoa, many types of echinoderms (crinoids, cystoids, starfish, etc.), branched graptolites, and other taxa all common. Conodonts (early planktonic vertebrates) appear. First green plants and fungi on land. Ice age at end of period. | 467.3 ± 1.1* |
| 古生代 | 奥陶纪 | 中奥陶世               | 大坪期                   | Invertebrates diversify into many new types (e.g., long straight-shelled cephalopods). Early corals, articulate brachiopods (Orthida, Strophomenida, etc.), bivalves, nautiloids, trilobites, ostracods, bryozoa, many types of echinoderms (crinoids, cystoids, starfish, etc.), branched graptolites, and other taxa all common. Conodonts (early planktonic vertebrates) appear. First green plants and fungi on land. Ice age at end of period. | 470.0 ± 1.4* |
| 古生代 | 奥陶纪 | 早奥陶世               | 弗洛期 (formerly Arenig) | Invertebrates diversify into many new types (e.g., long straight-shelled cephalopods). Early corals, articulate brachiopods (Orthida, Strophomenida, etc.), bivalves, nautiloids, trilobites, ostracods, bryozoa, many types of echinoderms (crinoids, cystoids, starfish, etc.), branched graptolites, and other taxa all common. Conodonts (early planktonic vertebrates) appear. First green plants and fungi on land. Ice age at end of period. | 477.7 ± 1.4* |
| 古生代 | 奥陶纪 | 早奥陶世               | 特马豆克期               | Invertebrates diversify into many new types (e.g., long straight-shelled cephalopods). Early corals, articulate brachiopods (Orthida, Strophomenida, etc.), bivalves, nautiloids, trilobites, ostracods, bryozoa, many types of echinoderms (crinoids, cystoids, starfish, etc.), branched graptolites, and other taxa all common. Conodonts (early planktonic vertebrates) appear. First green plants and fungi on land. Ice age at end of period. | 485.4 ± 1.9* |
| 古生代 | 寒武纪 | 芙蓉世                 | 第十期                   | 寒武纪大爆发中，生物的多样性爆发式的发展。出现了大多数现代动物的许多化石。出现了首种脊索动物以及一些存疑的，已经灭绝了的门类。大量制造生物礁的古杯动物出现，后灭绝。三叶虫，鳃曳动物门，海绵，无铰纲(腕足动物门)和恐虾类繁盛。首位掠食者奇虾出现，而许多埃迪卡拉生物群灭绝。原核生物，原生生物（例如forams），藻类继续存在。 冈瓦纳出现。澳大利亚大陆Petermann造山运动减弱 (550–535 Ma)，南极洲罗斯造山运动，阿德莱德地槽(Delamerian造山运动)等一系列造山运动发生于514–500 Ma。 540–440 Ma间澳大利亚大陆Lachlan造山运动。 大气中二氧化碳含量约为现今（全新世）水平的20-35倍（6000 ppmv，现今为385 ppmv） | c. 489.5     |
| 古生代 | 寒武纪 | 芙蓉世                 | 江山期                   | 寒武纪大爆发中，生物的多样性爆发式的发展。出现了大多数现代动物的许多化石。出现了首种脊索动物以及一些存疑的，已经灭绝了的门类。大量制造生物礁的古杯动物出现，后灭绝。三叶虫，鳃曳动物门，海绵，无铰纲(腕足动物门)和恐虾类繁盛。首位掠食者奇虾出现，而许多埃迪卡拉生物群灭绝。原核生物，原生生物（例如forams），藻类继续存在。 冈瓦纳出现。澳大利亚大陆Petermann造山运动减弱 (550–535 Ma)，南极洲罗斯造山运动，阿德莱德地槽(Delamerian造山运动)等一系列造山运动发生于514–500 Ma。 540–440 Ma间澳大利亚大陆Lachlan造山运动。 大气中二氧化碳含量约为现今（全新世）水平的20-35倍（6000 ppmv，现今为385 ppmv） | c. 494*      |
| 古生代 | 寒武纪 | 芙蓉世                 | 排碧期                   | 寒武纪大爆发中，生物的多样性爆发式的发展。出现了大多数现代动物的许多化石。出现了首种脊索动物以及一些存疑的，已经灭绝了的门类。大量制造生物礁的古杯动物出现，后灭绝。三叶虫，鳃曳动物门，海绵，无铰纲(腕足动物门)和恐虾类繁盛。首位掠食者奇虾出现，而许多埃迪卡拉生物群灭绝。原核生物，原生生物（例如forams），藻类继续存在。 冈瓦纳出现。澳大利亚大陆Petermann造山运动减弱 (550–535 Ma)，南极洲罗斯造山运动，阿德莱德地槽(Delamerian造山运动)等一系列造山运动发生于514–500 Ma。 540–440 Ma间澳大利亚大陆Lachlan造山运动。 大气中二氧化碳含量约为现今（全新世）水平的20-35倍（6000 ppmv，现今为385 ppmv） | c. 497*      |
| 古生代 | 寒武纪 | 第三世                 | 古丈期                   | 寒武纪大爆发中，生物的多样性爆发式的发展。出现了大多数现代动物的许多化石。出现了首种脊索动物以及一些存疑的，已经灭绝了的门类。大量制造生物礁的古杯动物出现，后灭绝。三叶虫，鳃曳动物门，海绵，无铰纲(腕足动物门)和恐虾类繁盛。首位掠食者奇虾出现，而许多埃迪卡拉生物群灭绝。原核生物，原生生物（例如forams），藻类继续存在。 冈瓦纳出现。澳大利亚大陆Petermann造山运动减弱 (550–535 Ma)，南极洲罗斯造山运动，阿德莱德地槽(Delamerian造山运动)等一系列造山运动发生于514–500 Ma。 540–440 Ma间澳大利亚大陆Lachlan造山运动。 大气中二氧化碳含量约为现今（全新世）水平的20-35倍（6000 ppmv，现今为385 ppmv） | c. 500.5*    |
| 古生代 | 寒武纪 | 第三世                 | 鼓山期                   | 寒武纪大爆发中，生物的多样性爆发式的发展。出现了大多数现代动物的许多化石。出现了首种脊索动物以及一些存疑的，已经灭绝了的门类。大量制造生物礁的古杯动物出现，后灭绝。三叶虫，鳃曳动物门，海绵，无铰纲(腕足动物门)和恐虾类繁盛。首位掠食者奇虾出现，而许多埃迪卡拉生物群灭绝。原核生物，原生生物（例如forams），藻类继续存在。 冈瓦纳出现。澳大利亚大陆Petermann造山运动减弱 (550–535 Ma)，南极洲罗斯造山运动，阿德莱德地槽(Delamerian造山运动)等一系列造山运动发生于514–500 Ma。 540–440 Ma间澳大利亚大陆Lachlan造山运动。 大气中二氧化碳含量约为现今（全新世）水平的20-35倍（6000 ppmv，现今为385 ppmv） | c. 504.5*    |
| 古生代 | 寒武纪 | 第三世                 | 第五期                   | 寒武纪大爆发中，生物的多样性爆发式的发展。出现了大多数现代动物的许多化石。出现了首种脊索动物以及一些存疑的，已经灭绝了的门类。大量制造生物礁的古杯动物出现，后灭绝。三叶虫，鳃曳动物门，海绵，无铰纲(腕足动物门)和恐虾类繁盛。首位掠食者奇虾出现，而许多埃迪卡拉生物群灭绝。原核生物，原生生物（例如forams），藻类继续存在。 冈瓦纳出现。澳大利亚大陆Petermann造山运动减弱 (550–535 Ma)，南极洲罗斯造山运动，阿德莱德地槽(Delamerian造山运动)等一系列造山运动发生于514–500 Ma。 540–440 Ma间澳大利亚大陆Lachlan造山运动。 大气中二氧化碳含量约为现今（全新世）水平的20-35倍（6000 ppmv，现今为385 ppmv） | c. 509       |
| 古生代 | 寒武纪 | 第二世                 | 第四期                   | 寒武纪大爆发中，生物的多样性爆发式的发展。出现了大多数现代动物的许多化石。出现了首种脊索动物以及一些存疑的，已经灭绝了的门类。大量制造生物礁的古杯动物出现，后灭绝。三叶虫，鳃曳动物门，海绵，无铰纲(腕足动物门)和恐虾类繁盛。首位掠食者奇虾出现，而许多埃迪卡拉生物群灭绝。原核生物，原生生物（例如forams），藻类继续存在。 冈瓦纳出现。澳大利亚大陆Petermann造山运动减弱 (550–535 Ma)，南极洲罗斯造山运动，阿德莱德地槽(Delamerian造山运动)等一系列造山运动发生于514–500 Ma。 540–440 Ma间澳大利亚大陆Lachlan造山运动。 大气中二氧化碳含量约为现今（全新世）水平的20-35倍（6000 ppmv，现今为385 ppmv） | c. 514       |
| 古生代 | 寒武纪 | 第二世                 | 第三期                   | 寒武纪大爆发中，生物的多样性爆发式的发展。出现了大多数现代动物的许多化石。出现了首种脊索动物以及一些存疑的，已经灭绝了的门类。大量制造生物礁的古杯动物出现，后灭绝。三叶虫，鳃曳动物门，海绵，无铰纲(腕足动物门)和恐虾类繁盛。首位掠食者奇虾出现，而许多埃迪卡拉生物群灭绝。原核生物，原生生物（例如forams），藻类继续存在。 冈瓦纳出现。澳大利亚大陆Petermann造山运动减弱 (550–535 Ma)，南极洲罗斯造山运动，阿德莱德地槽(Delamerian造山运动)等一系列造山运动发生于514–500 Ma。 540–440 Ma间澳大利亚大陆Lachlan造山运动。 大气中二氧化碳含量约为现今（全新世）水平的20-35倍（6000 ppmv，现今为385 ppmv） | c. 521       |
| 古生代 | 寒武纪 | 纽芬兰世               | 第二期                   | 寒武纪大爆发中，生物的多样性爆发式的发展。出现了大多数现代动物的许多化石。出现了首种脊索动物以及一些存疑的，已经灭绝了的门类。大量制造生物礁的古杯动物出现，后灭绝。三叶虫，鳃曳动物门，海绵，无铰纲(腕足动物门)和恐虾类繁盛。首位掠食者奇虾出现，而许多埃迪卡拉生物群灭绝。原核生物，原生生物（例如forams），藻类继续存在。 冈瓦纳出现。澳大利亚大陆Petermann造山运动减弱 (550–535 Ma)，南极洲罗斯造山运动，阿德莱德地槽(Delamerian造山运动)等一系列造山运动发生于514–500 Ma。 540–440 Ma间澳大利亚大陆Lachlan造山运动。 大气中二氧化碳含量约为现今（全新世）水平的20-35倍（6000 ppmv，现今为385 ppmv） | c. 529       |
| 古生代 | 寒武纪 | 纽芬兰世               | 幸运期                   | 寒武纪大爆发中，生物的多样性爆发式的发展。出现了大多数现代动物的许多化石。出现了首种脊索动物以及一些存疑的，已经灭绝了的门类。大量制造生物礁的古杯动物出现，后灭绝。三叶虫，鳃曳动物门，海绵，无铰纲(腕足动物门)和恐虾类繁盛。首位掠食者奇虾出现，而许多埃迪卡拉生物群灭绝。原核生物，原生生物（例如forams），藻类继续存在。 冈瓦纳出现。澳大利亚大陆Petermann造山运动减弱 (550–535 Ma)，南极洲罗斯造山运动，阿德莱德地槽(Delamerian造山运动)等一系列造山运动发生于514–500 Ma。 540–440 Ma间澳大利亚大陆Lachlan造山运动。 大气中二氧化碳含量约为现今（全新世）水平的20-35倍（6000 ppmv，现今为385 ppmv） | 541.0 ± 1.0* |